# 揚特拉河

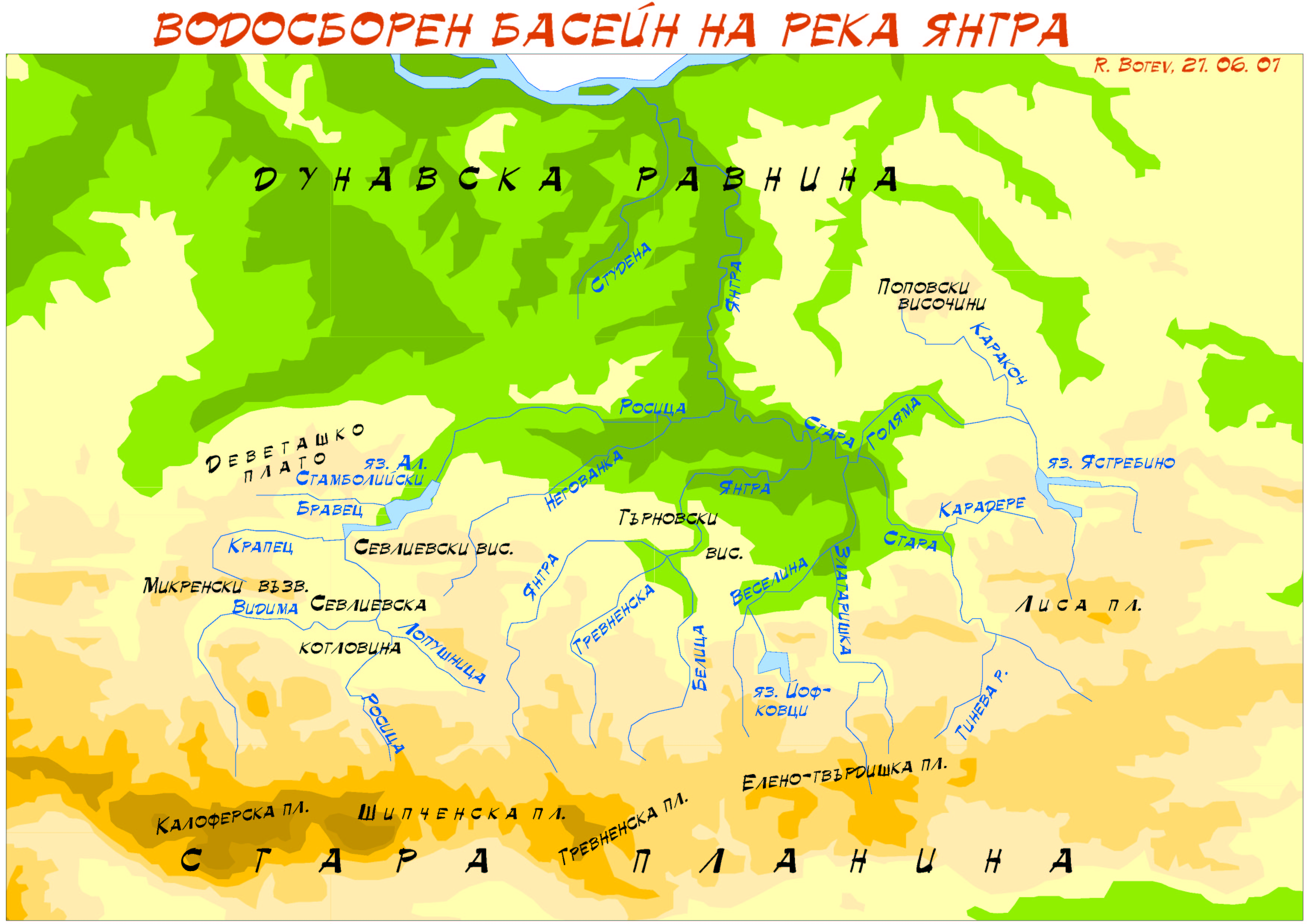
流域圖

揚特拉河是保加利亞中部的一條河流，是多瑙河的右支。長285公里，流域面積7,862平方公里。
發源於巴爾幹山脈，經過加布羅沃、大特爾諾沃等大城市。